# Lago Arpi
El lago Arpi (en armenio: Արփի լիճ) es el segundo lago de Armenia, después del Sevan, situado a 2.023 m s.n.m. en la provincia de Shirak, junto a la frontera entre Turquía y Georgia. Se nutre del agua del deshielo y de cuatro afluentes y a su vez, es la fuente del río Akhurian.
Entre 1946 y 1950 se construyó un dique en la desembocadura del río Akhurian para regular las aguas del lago, así como para regadíos y producción de energía hidroeléctrica, generando grandes fluctuaciones en el nivel del agua de hasta 2 metros.

## Fauna
En el área del lago se han observado hasta 100 especies de aves distintas, lo cual le convierte en un hábitat de extraordinaria importancia, donde se pueden encontrar especies tan raras como el Pelícano dálmata (pelicanus crispus) y el Gaviota de Armenia (Larus armenicus).